# Ла-Виктория (Валье-дель-Каука)
Ла-Виктория (исп. La Victoria) — город и муниципалитет на западе Колумбии, на территории департамента Валье-дель-Каука. Входит в состав Северного субрегиона.

## История
Поселение, из которого позднее вырос город, было основано в 1835 году. Муниципалитет Ла-Виктория был выделен в отдельную административную единицу в 1850 году.

## Географическое положение

Муниципалитет Ла-Виктория

Город расположен в северо-восточной части департамента, на правом берегу реки Каука, на расстоянии приблизительно 123 километров к северо-востоку от города Кали, административного центра департамента. Абсолютная высота — 911 метров над уровнем моря.
Муниципалитет Ла-Виктория граничит на севере с территорией муниципалитета Обандо, на западе — с муниципалитетом Ла-Уньон, на юго-западе — с муниципалитетом Рольданильо, на юге — с муниципалитетом Сарсаль, на востоке — с территорией департамента Киндио. Площадь муниципалитета составляет 276 км².

## Население
По данным Национального административного департамента статистики Колумбии, совокупная численность населения города и муниципалитета в 2015 году составляла 13 247 человек.
Динамика численности населения муниципалитета по годам:
| 2005   | 2006   | 2007   | 2008   | 2009   | 2010   | 2011   | 2012   | 2013   | 2014   | 2015   |
| ------ | ------ | ------ | ------ | ------ | ------ | ------ | ------ | ------ | ------ | ------ |
| 14 134 | 14 030 | 13 942 | 13 862 | 13 778 | 13 698 | 13 603 | 13 518 | 13 428 | 13 344 | 13 247 |

Согласно данным переписи 2005 года мужчины составляли 48,6 % от населения Ла-Виктории, женщины — соответственно 51,4 %. В расовом отношении белые и метисы составляли 99,4 % от населения города; негры, мулаты и райсальцы — 0,5 %; индейцы — 0,4 %.
Уровень грамотности среди всего населения составлял 91,2 %.

## Экономика
59,7 % от общего числа городских и муниципальных предприятий составляют предприятия торговой сферы, 35,3 % — предприятия сферы обслуживания, 4,3 % — промышленные предприятия, 0,7 % — предприятия иных отраслей экономики.

## Транспорт
К востоку от города проходит национальное шоссе № 25 (исп. Ruta Nacional 25).